# Bathysolea
Bathysolea är ett släkte av fiskar. Bathysolea ingår i familjen tungefiskar.
Kladogram enligt Catalogue of Life:
| Bathysolea | \| \| Bathysolea lactea \| \| \| \| \| \| Bathysolea lagarderae \| \| \| \| \| \| Bathysolea polli \| \| \| \| \| \| Bathysolea profundicola \| \| \| \| |
|            | \| \| Bathysolea lactea \| \| \| \| \| \| Bathysolea lagarderae \| \| \| \| \| \| Bathysolea polli \| \| \| \| \| \| Bathysolea profundicola \| \| \| \| |
|            | Bathysolea lactea |
|            | |
|            | Bathysolea lagarderae |
|            | |
|            | Bathysolea polli |
|            | |
|            | Bathysolea profundicola |
|            | |